# Koussoukpa
Koussoukpa ist ein Arrondissement im Departement Zou im westafrikanischen Staat Benin. Es ist eine Verwaltungseinheit, die der Gerichtsbarkeit der Kommune Zogbodomey untersteht.

## Demografie und Verwaltung
Gemäß der Volkszählung 2013 des beninischen Statistikamtes INSAE hatte das Arrondissement 7120 Einwohner, davon waren 3419 männlich und 3701 weiblich.
Von den 80 Dörfern und Quartieren der Kommune Zogbodomey entfallen fünf auf Koussoukpa:
1. Dèmè
2. Koussoukpa
3. Lokoli
4. Samionta
5. Tchihéigon